# Vingulmark

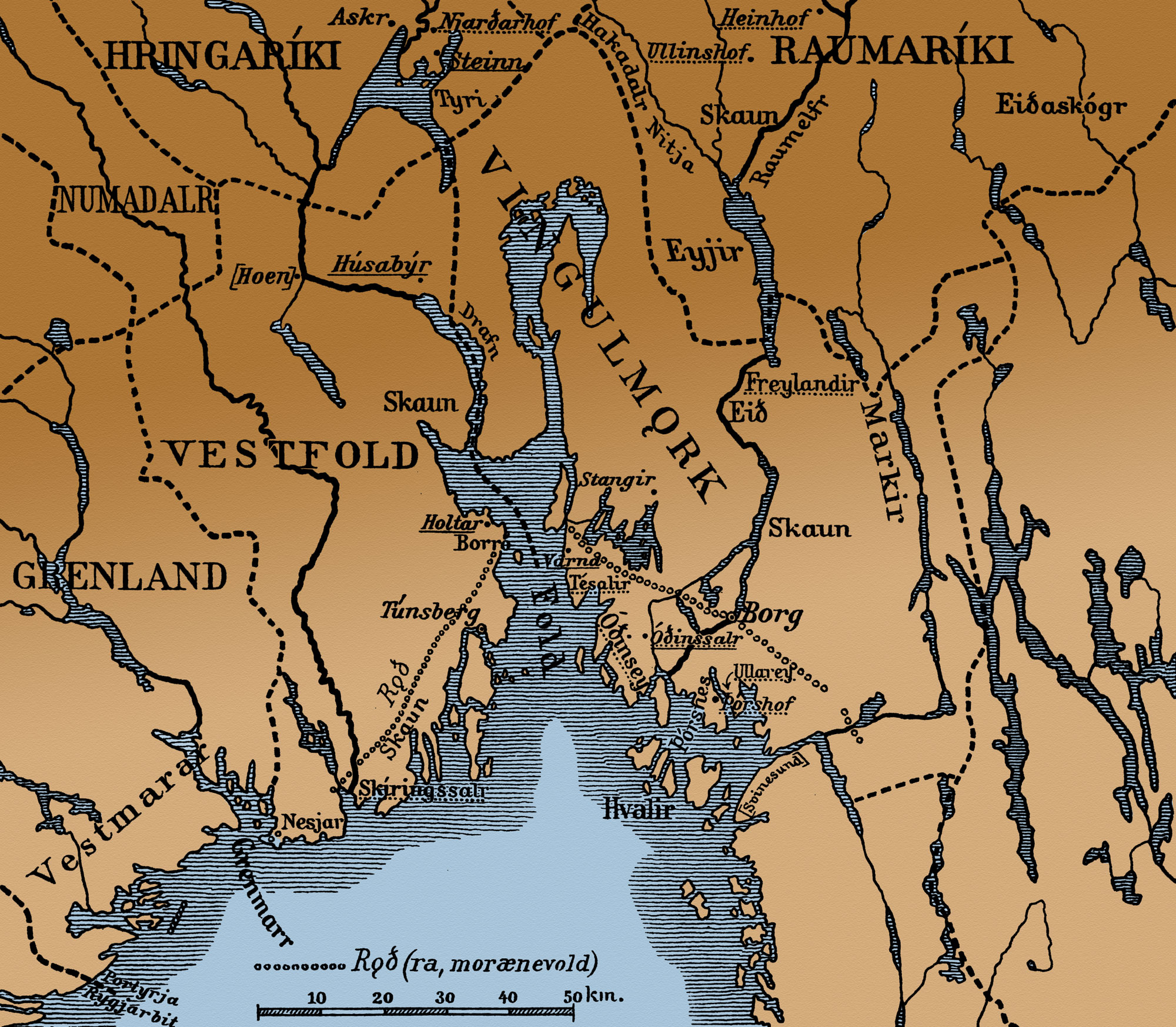
Karta över Vingulmark under medeltiden.

Vingulmark (även Vingulmǫrk eller Vingulmork) var ett norsk småkungadöme och senare - under vikingatid och medeltid - ett jarladöme. Områdets utsträckning var från inre Oslofjorden och söderut genom Østfold til Svinesund och Halden-området. Vingulmark omfattade dagens Østfold, Follo, Oslo, Asker, Bærum, Røyken och Hurum, och en period också Eiker och Lier.
Etymologi: norrönt Vingulmǫrk, ackusativ form av folknamnet vingull ‘svingel, tosk’, och mǫrk, ‘mark, skog’.